# Лукума
Лукума (лат. Pouteria lucuma) — плодовое дерево, вид растений из рода Путерия (Pouteria) семейства Сапотовые (Sapotaceae).

## История

### Применение у ацтеков
В своём фундаментальном произведении «Общая история дел Новой Испании» (1547—1577) Бернардино де Саагун, опираясь на сведения ацтеков о свойствах растений, привёл различные сведения, предположительно о лукуме, в частности о том, что:

Есть другие деревья, которые называются ацапотль, они ровные, плод их называется ацапутль, и они внутри и снаружи жёлтые. Они — весьма тугие сладости, подобно варёному яичному желтку; у них косточки тёмно-каштанового цвета.

## Описание
Лукума — небольшое вечнозелёное дерево высотой 8—15 м, с плотной кроной и коричневой корой, содержащей обильный клейкий, молочного цвета, латекс. Листья овальные или эллиптические, кожистые, тёмно-зелёные сверху и бледные снизу, 12,5—25 см длиной.
Цветки с зеленовато-жёлтыми трубковидными 5—7-лопастными венчиками растут по 1—3 штуки в пазухах листьев.
Плод сплющенный, овальный, 7,5—10 см длиной с тонкой нежной коричневато-зелёной кожицей с красновато-коричневым румянцем. Внутри содержится ярко-жёлтая крепкая сухая мучнистая сладкая мякоть, пропитанная латексом до тех пор, пока не перезревает, с 1—5 овальными чёрно-бурыми глянцевыми семенами.

## Распространение
Родина лукумы — Перу, Чили и Юго-Восточный Эквадор. Она культивируется в этих странах, а также в Боливии, Коста-Рике, Мексике и на Гавайских островах.
В мифологии инков существует легенда (известная из рукописи «Боги и люди Уарочири» перуанского священника Франсиско де Авилы), согласно которой богиня-девственница Кавильяке зачала и затем родила дитя от бога беременности и Луны Кунирайи Виракочи, съев, ничего не подозревая, плод лукумы, содержавший его семя.

## Использование
Спелые плоды лукумы едят в свежем виде, тушат в сиропе, добавляют в пироги, консервируют.
- Лукума
- Сосуд культуры моче в виде плодов лукумы. Музей Ларко в Лиме, Перу.